# Agyneta lila
Agyneta lila là một loài nhện trong họ Linyphiidae.
Loài này thuộc chi Agyneta. Agyneta lila được Dönitz & Embrik Strand miêu tả năm 1906.